# Загальноосвітня школа № 1 (Кременчук)
Кременчуцька гімназія №1 — заклад загальної середньої освіти №1, розташований в Кременчуці. Одна з найстаріших гімназій 

## Історія
Гімназію засновано 1914 року. До Другої світової війни розміщувалась у приміщенні теперішньої Дитячої музичної школи №1 імені М.Лисенка. Нове приміщення гімназії було збудовано в 1986 році, у ньому заклад знаходиться й сьогодні і за збільшення населення.

## Музей
У гімназії з 1998 року відкрита музейна кімната, експозиції якої розповідають про історію гімназійства в місті та історію гімназії зокрема.
У 1914р. у Троїцькому провулку було завершене будівництво семикласного народного училища.
Та лише в 1920р. гімназія почала працювати за своїм призначенням і називалась вона шоста трудова (нині в цьому приміщенні розміщена музична школа №1).
У матеріалах довоєнної історії гімназії зібрані фотографії того часу, окрема експозиція розповідає про історію евакогоспіталю №1341, який діяв у приміщенні школи з червня по серпень 1941р. Цікавою є експозиція про період Другої світової війни.
Зібраний матеріал про випускників нашої школи Героя Радянського Союзу П.С.Приходька, захисника м. Севастополя, учасника партизанського руху в Криму І.І.Заїку, командира легендарної «Щуки», підводника С.І.Коваленка.
Окрема експозиція присвячена історії українського козацтва, народознавству.
Увесь матеріал зібраний учнями нашої школи різних років членами пошукового гуртка «Пошук».
Музейна кімната працює протягом усього навчального року. Тут проходять виховні години, тематичні уроки, зустрічі випускників різних років, зустрічі з ветеранами Другої світової війни.

## Футбол у гімназії
У 1998 році в гімназії було відкрито перший спортивний клас, який входив до команди «Атлант». У ньому навчалися майбутні футболісти Прем'єр-ліги: Дмитро Льопа, Павло і Максим Пашаєви («Дніпро»).
Зараз у гімназії діє чотири спортивні класи, з якими працюють тренери футбольного клубу «Кремінь». Разом з навчанням юні футболісти мають по 2 години тренувань 5 раз на тиждень.

## Відомі вихованці гімназії
- Приходько Петро Сергійович